# Amaro (piłkarz)
Amaro José dos Santos (ur. 11 kwietnia 1937 w Campos) – brazylijski piłkarz, występujący na pozycji pomocnika.

## Kariera klubowa
Karierę piłkarską Amaro rozpoczął w klubie Bonsucesso Rio de Janeiro. W 1957 roku przeszedł do Amériki Rio de Janeiro. Z Américą zdobył mistrzostwo stanu Rio de Janeiro – Campeonato Carioca w 1960 roku. W 1961 roku wyjechał do Włoch do Juventusu. Nie mogąc przebić się do składu bianconerrich Amaro powrócił do Brazylii do Corinthians Paulista w 1962 roku. W latach 1965–1967 grał w Portuguesie São Paulo.
Karierę zakończył w macierzystym Bonsucesso Rio de Janeiro w 1969 roku.

## Kariera reprezentacyjna
W reprezentacji Brazylii Amaro zadebiutował 30 kwietnia 1961 w wygranym 2-0 meczu z reprezentacją Paragwaju w Copa Oswaldo Cruz 1961. Był to jedyny jego występ w reprezentacji.